# Rabha
Los Rabha es un pueblo indio de la región de Assam. Hablan el rabha, un idioma de las lenguas bodo-garo.

## Movimientos político-militares
La Rabha National Security Force (RNSF) se creó a finales de los noventa por un grupo de jóvenes que deseaban establecer un estado (Rabhaland o Rabha Hasong) para la tribu Rabha de Asam, comprendiendo los distritos de Goalpara, Bongaigaon y Dhubri. Se alió al Frente Unido de Liberación de Assam. Su líder es Jabrang Rabha y cuenta con 120 combatientes.
En el 2000 sus actividades se intensificaron. Uno de sus líderes, Ashok Kumar Rabha, se rindió el 5 de mayo de ese año, pero la mayoría sigue en la lucha.